# Beste Zangers
Beste Zangers, voorheen getiteld De beste zangers van Nederland, is een Nederlands televisieprogramma dat wordt uitgezonden door de AVROTROS op NPO 1. In iedere aflevering staat een zanger centraal, voor wie iedere andere zanger een lied heeft uitgekozen om te zingen. De zangers worden begeleid door de Marcel Fisser Band. Sinds 2012 wordt het programma gepresenteerd door Jan Smit. In het dertiende seizoen, dat in 2020 begon, namen Nick Schilder en Simon Keizer de presentatie tijdelijk van hem over omdat hij ziek was. Deelname aan de Beste Zangers vormde voor een aantal deelnemers een keerpunt in hun carrière, zoals bij Glennis Grace, André Hazes jr., Tino Martin, Emma Heesters en Davina Michelle.
Het format van Beste Zangers is in meerdere landen te zien en daar onder meer bekend als Liefde voor muziek (België), Sing meinen Song (Duitsland) en Toppen af Poppen (Denemarken). Ook Spanje, Finland, Noorwegen, Estland, Letland, Zwitserland, Frankrijk, Zweden en het Verenigd Koninkrijk hebben een eigen versie.

## Beschrijving
In elke aflevering staat een zanger centraal, voor wie iedere andere zanger(es) een lied heeft uitgekozen om te zingen. Degene die centraal staat zingt zelf niet, maar beoordeelt de anderen. Dit gebeurde voorheen door een afbeelding van het hoofd van de zanger op de 'kop van Jut' te plakken, waardoor er een top zes ontstaat. De zanger die bovenaan eindigde, zou diegene het beste kunnen vervangen bij een concert. De zanger die centraal stond, sloeg vervolgens op de 'Kop van Jut' om te bepalen wie de aflevering daadwerkelijk zou winnen. Sinds 2016 is de 'Kop van Jut' verdwenen en kiest hij/zij alleen het lied van de avond.
Het eerste seizoen werd in acht afleveringen uitgezonden in de periode van 5 juli tot 30 augustus 2009 en werd gepresenteerd door Edsilia Rombley. Het tweede en derde seizoen in 2010 en 2011 werden gepresenteerd door acteur Victor Reinier. Sinds 2012 wordt het gepresenteerd door Jan Smit. In 2020 deed Smit tijdelijk een stapje terug vanwege een burn-out. Nick & Simon namen eenmalig het gastheerschap over. Op 15 en 22 juli 2017 waren er speciale afleveringen. Het waren compilaties van hoogtepunten uit 10 jaar De Beste Zangers van Nederland. Het programma werd in 2017, 2019 en 2020 genomineerd voor de Gouden Televizier-Ring. In 2020 won het de Pop Media Prijs.
Het 14e seizoen uit 2021 werd vanwege de coronapandemie in Nederland opgenomen in plaats van in het buitenland. Het werd opgenomen op een boerderij in Limburg.
Tijdens het 16e seizoen verving Nick Schilder op het laatste moment Mart Hoogkamer vanwege gezondheidsproblemen; hierdoor voerde Schilder de nummers uit die Hoogkamer had voorbereid. Mede hierdoor was Schilder dat seizoen niet als hoofdgast te zien, omdat de andere kandidaten de nummers voor Hoogkamer hadden uitgekozen en het te kort dag was voor hen om alle nieuwe nummers voor te bereiden. In plaats van de aflevering met Schilder als hoofdgast, werd in die aflevering aandacht geschonken aan kracht van muziek; de kandidaten zingen daarbij nummers die hen in mindere tijden helpen om sterk in schoenen te blijven staan.

## Seizoenen
| Seizoen | Startdatum        | Einddatum         | Presentatie      | Zangers | Locatie        | Winnaar                            |
| ------- | ----------------- | ----------------- | ---------------- | --- | -------------- | ---------------------------------- |
| 1       | 6 juli 2009       | 30 augustus 2009  | Edsilia Rombley  | Henk Westbroek, Gordon, Albert West, Danny de Munk, Nick Schilder, Simon Keizer en Thomas Berge                               | Ibiza          | Simon Keizer                       |
| 2       | 18 juli 2010      | 16 september 2010 | Victor Reinier   | Frans Bauer, Frans Duijts, Jamai Loman, Jan Dulles, Jeroen van der Boom, René Froger en Syb van der Ploeg                     | Ibiza          | Jamai Loman                        |
| 3       | 19 maart 2011     | 7 mei 2011        | Victor Reinier   | Xander de Buisonjé, Lange Frans, Wolter Kroes, Anita Meyer, Glennis Grace, Peter Koelewijn, George Baker en Do                | Zuid-Frankrijk | Anita Meyer                        |
| 4       | 2 mei 2012        | 13 juni 2012      | Jan Smit         | Gerard Joling, Ruth Jacott, Berget Lewis, Nikki Kerkhof, Peter Beense, Freek Bartels en Yes-R                                 | Ibiza          | Berget Lewis                       |
| 5       | 5 januari 2013    | 16 februari 2013  | Jan Smit         | Simone Kleinsma, Charly Luske, Rob de Nijs, Angela Groothuizen, Tim Douwsma, Bastiaan Ragas en Raffaëla Paton                 | Ibiza          | Rafaëlla Paton                     |
| 6       | 7 mei 2014        | 2 juli 2014       | Jan Smit         | Niels Geusebroek, Lisa Lois, Sabrina Starke, Jack Poels, Ben Saunders, Mattanja Joy Bradley, Leona Philippo en Dave von Raven | Ibiza          | Sabrina Starke                     |
| 7       | 28 september 2014 | 2 november 2014   | Jan Smit         | René Froger, André Hazes jr., Monique Klemann, Xander de Buisonjé, Carolina Dijkhuizen en Edsilia Rombley                     | Ibiza          | André Hazes jr.                    |
| 8       | 13 juni 2015      | 25 juli 2015      | Jan Smit         | Jan Keizer, Anouk Maas, Frans Duijts, Lange Frans, Martin Buitenhuis, Julia Zahra en Do                                       | Ibiza          | Frans Duijts en Julia Zahra        |
| 9       | 21 mei 2016       | 30 juli 2016      | Jan Smit         | René van Kooten, Willeke Alberti, Brownie Dutch, Sharon Doorson, OG3NE, en Jeroen van der Boom                                | Ibiza          | Willeke Alberti                    |
| 10      | 20 mei 2017       | 22 juli 2017      | Jan Smit         | Anita Meyer, Brace, Kenny B, Maan, Tommie Christiaan, Tania Kross en Dennie Christian                                         | Ibiza          | Anita Meyer en Tania Kross         |
| 11      | 1 september 2018  | 27 oktober 2018   | Jan Smit         | Lee Towers, Trijntje Oosterhuis, Alain Clark, Tino Martin, Glen Faria, Maria Fiselier en Davina Michelle                      | Ibiza          | Lee Towers en Trijntje Oosterhuis  |
| 12      | 24 augustus 2019  | 12 oktober 2019   | Jan Smit         | Emma Heesters, Floor Jansen, Henk Poort, Rolf Sanchez, Ruben Annink, Samantha Steenwijk en Tim Akkerman                       | Ibiza          | Samantha Steenwijk en Rolf Sanchez |
| 13      | 3 september 2020  | 29 oktober 2020   | Nick & Simon (a) | Diggy Dex, Milow, Sanne Hans, Stef Bos, Suzan & Freek, Tabitha en Wulf                                                        | Ibiza          | Stef Bos                           |
| 14      | 2 september 2021  | 28 oktober 2021   | Jan Smit         | Alides Hidding, Anneke van Giersbergen, Belle Pérez, Bökkers, Joe Buck, Karsu en Roel van Velzen                              | Limburg        | Bökkers en Roel van Velzen         |
| 15      | 11 augustus 2022  | 29 september 2022 | Jan Smit         | Blanks, Claudia de Breij, Ferdi Bolland, Jaap Reesema, Nielson, Roxeanne Hazes en Sarita Lorena                               | Sevilla        | Jaap Reesema en Nielson            |
| 16      | 2 september 2023  | 21 oktober 2023   | Jan Smit         | Douwe Bob, Duncan Laurence, Marco Bakker, MEAU, Melanie Jonk, Nick Schilder (b) en Numidia                                    | Sevilla        |                                    |
| 17      | 14 september 2024 | 2 november 2024   | Jan Smit         | Rikki Borgelt, Hannah Mae, Tangarine, Matthijn Buwalda, Karin Bloemen, SERA en Claude                                         | Sevilla        |                                    |
| 18      | 2025              |                   | Jan Smit         | Paul de Leeuw, Jacqueline Govaert, Acda en De Munnik, Typhoon, Bente, Snelle en Laetitia Gerards                              |                |                                    |

 (a): Ter vervanging van Jan Smit, die kampte met laryngitis.

 (b): Ter vervanging van Mart Hoogkamer, die zich terugtrok wegens een burn-out. Schilder kreeg geen uitzending waarin hijzelf centraal stond. In plaats daarvan was er een aflevering waarin de artiesten nummers opvoerden waaruit zij kracht haalden.

## Discografie

### Dvd's
| Dvd's met hitnoteringen in de Nederlandse Music Top 30 | Datum van verschijnen | Datum van binnenkomst | Hoogste positie | Aantal weken | Opmerkingen |
| ------------------------------------------------------ | --------------------- | --------------------- | --------------- | ------------ | ----------- |
| De Beste Zangers van Nederland 2                       | 2011                  | 5 november 2011       | 8               | 5            |             |

## Gerelateerde series

### De beste zangers unplugged
Op 8 juli 2012 ging De beste zangers unplugged van start. In elke aflevering is één artiest de gastheer/vrouw die nummers zingt uit eigen repertoire of liedjes van andere artiesten. Daarnaast ontvangt de artiest een aantal gasten die zelf een nummer ten gehore brengen en met wie duetten gezongen worden.

### Beste zangers songfestivalspecial
Op 13 mei 2019, 3 dagen voor het Eurovisiesongfestival 2019, werd er een speciale aflevering uitgezonden van Beste zangers met daarin artiesten die ooit hebben deelgenomen aan het Eurovisiesongfestival voor Nederland. Zij zongen in de aflevering een lied naar keuze die ooit op het songfestival ten gehore is gebracht. Trijntje Oosterhuis, Gerard Joling, Edsilia Rombley, Jeroen van der Boom, OG3NE, Glennis Grace, Willeke Alberti en Jan Dulles namen deel. Jan Smit nam ook hiervan de presentatie op zich.
Ook in 2020 werd er een songfestival special uitgezonden met verschillende artiesten en oud-deelnemers. Thomas Berge, Franklin Brown, René Froger, Emma Heesters, Lenny Kuhr, Maribelle en Kim-Lian van der Meij namen deel. De presentatie was in handen van een van de songfestival-hosts van dat jaar, oud-deelnemer en oud-presentator van Beste Zangers Edsilia Rombley.
In 2021 vond er wederom een editie plaats. Ditmaal namen Stef Bos, Glen Faria, Floor Jansen, Tania Kross, Romy Monteiro, Rolf Sanchez en Buddy Vedder deel. Jan Smit nam de presentatie op zich.

### De nieuwe Davina Michelle
Na het elfde seizoen van de Beste Zangers ging de AVROTROS op zoek naar 'De nieuwe Davina Michelle'. Het programma is vernoemd naar de zangeres uit het elfde seizoen die dankzij YouTube internationaal succes boekte met haar zangtalent. Youtubers met zangambities mogen hun eigen draai geven aan een nummer dat in het elfde seizoen van Beste Zangers is vertolkt. De twintig beste vertolkingen komen op het YouTube-kanaal van de omroep. De zeven filmpjes die uiteindelijk het meest worden bekeken mogen vervolgens één dag mee naar Ibiza om deel te nemen aan een speciale YouTube-aflevering van Beste Zangers 2019 met presentator Glen Faria. Deze aflevering was op 19 oktober 2019 exclusief online te zien.

### Beste zangers kerstspecial
In december 2019 kwam, na eerdere successen in het buitenland, ook het Nederlandse programma met een kerstspecial, deze werd later in 2020 heruitgezonden. Tijdens deze speciale aflevering brengen de verschillende artiesten allen kerstnummers ten gehore. Willeke Alberti, Jeroen van der Boom, Jan Dulles, Glennis Grace, Gerard Joling, OG3NE, Trijntje Oosterhuis en Edsilia Rombley namen deel. Deze special werd gepresenteerd door Jan Smit.

### Beste zangers musicalspecial
In december 2020 kwam het programma met een musicalspecial. Tijdens deze speciale aflevering brengen de verschillende artiesten allen nummers vanuit musicals ten gehore ter ere van het 60-jarige bestaan van de musical. Thomas Berge, René Froger, Lenny Kuhr, Kim-Lian van der Meij, Emma Heesters en René van Kooten namen deel. Deze special werd gepresenteerd door Edsilia Rombley.

### Beste zangers KiKa special
Op 8 december 2022 kwam het programma met een speciale aflevering in samenwerking met Stichting KiKa. Henk Poort, Glen Faria, Maria Fiselier, Tabitha, Jaap Reesema en Tania Kross zongen duetten om aandacht te vragen voor kinderen met kanker. Het programma werd gepresenteerd door Jan Smit die aan het einde van de uitzending een lied zong met Anita Meyer. Tijdens de uitzending kon er gebeld worden om donateur te worden van Stichting Kika. De telefoonlijnen waren enkele minuten overbelast.
In oktober 2025 komt er opnieuw een aflevering voor KiKa, die wederom wordt gepresenteerd door Jan Smit. Roxanne Hazes, Douwe Bob, Melanie Jonk, Jan Dulles, Bente Fokkens, Typhoon, Floor Jansen en Maria Fiselier nemen deel.

## Singles
Naar aanleiding van positieve reacties op enkele nummers, werd besloten deze uit te brengen als single.
- Kon ik maar even bij je zijn door Thomas Berge
- Afscheid door Glennis Grace
- Zij gelooft in mij (als Hij gelooft in mij) door Do
- Als je slaapt door Xander de Buisonjé
- Hallelujah door Nick Schilder. Het laatstgenoemd nummer werd uitgebracht op het album 'Lippen op de mijne' van Nick & Simon.
- Julia Zahra kwam met haar akoestische versie van de BZN-cover Just an illusion in juni 2015 binnen in de top 5 van iTunes nadat ze het op tv had gezongen.
- O'G3NE behaalde met het door hun gezongen nummer Clown, gemaakt door Emeli Sandé, een eerste plek in de iTunes-lijst.
- Maan behaalde met het door haar gezongen nummer Jij bent de liefde, gemaakt door Kenny B, een eerste plek in de iTunes-lijst.
- Tommie Christiaan en Tania Kross behaalden met het door hun gezongen nummer Barcelona, gemaakt door Freddie Mercury en de Spaanse operazangeres Montserrat Caballé, een eerste plek in de iTunes-lijst.
- Davina Michelle behaalde met het door haar gezongen nummer Duurt te lang, gemaakt door Glen Faria, een eerste plek in de Nederlandse Top 40, Mega Top 50 en in de Single Top 100. Tevens verbrak ze met het nummer diverse records waaronder dat ze de hoogste Nederlandse binnenkomer was in de Radio 2 Top 2000 en dat ze als zangeres het langste op nummer 1 stond in de Nederlandse Top 40. Ze stond met het nummer maar liefst 11 weken op nummer 1 en versloeg daarmee de Canadese zangeres Celine Dion die maar liefst 10 weken op nummer 1 wist te staan.[11][12]
- Henk Poort behaalde met het door hem gezongen nummer The Sound of Silence, in de versie van Disturbed een eerste plaats in de Nederlandse iTunes lijst.

## Trivia
- Het lied Hart en Ziel van Danny de Munk is een vertaling van La chanson des vieux amants van Jacques Brel. Eerder werd het al vertaald door Lennaert Nijgh, resulterend in Liefde van later.
- Danny de Munk was tijdens de tijd op Ibiza ziek en werd in de laatste afleveringen bijgestaan bij het optreden door andere zangers.
- Edsilia Rombley zong één keer mee met Gordon in aflevering 7.
- Edsilia Rombley was zowel presentatrice (seizoen 1) als deelneemster (seizoen 7).
- Enkele zangers hebben twee keer meegedaan: Xander de Buisonjé, Do, Frans Duijts, Jeroen van der Boom, René Froger, Lange Frans, Nick Schilder en Anita Meyer.
- Floor Jansen heeft zowel aan de Nederlandse versie meegedaan (2019), als aan de Duitse versie (Sing meinen Song, 2022).
- Inmiddels hebben alle leden van De Toppers aan het programma meegedaan. (Gordon, René Froger, Jeroen van der Boom, Gerard Joling en Jan Smit).
- Op 4 juni 2016 was er een speciale aflevering van het programma, waarbij niet een van de zangers de hoofdgast was, maar Jan Smit zelf. Deze aflevering was een eerbetoon aan Jan Smit omdat hij twintig jaar in het vak zat.
- In de laatste aflevering van seizoen 10 zongen alle deelnemers, inclusief presentator Jan Smit, in duet het nummer That's What Friends Are For. Het nummer kan worden gezien als de aftitelsong van het tiende seizoen van Beste Zangers.